# 阳含熙
阳含熙（1918年4月29日—2010年8月29日），男，江西南昌人，中国生态学家、林学家，中国科学院自然资源综合考察委员会研究员。

## 生平
1939年毕业于金陵大学获森林学学士。1949年获澳大利亚墨尔本大学植物学院科学硕士学位。1950年获英国牛津大学森林学硕士学位。1991年当选为中国科学院院士（学部委员）。